# Kristian Pedersen
Pour les articles homonymes, voir Pedersen.
Kristian Majdahl Pedersen est un footballeur international danois né le 4 août 1994 à Ringsted. Il évolue au poste de latéral ou d'ailier gauche.

## Biographie

### En club
Le 25 juillet 2014, il fait sa première apparition avec le HB Køge.
Le 25 juin 2018, il rejoint le club anglais de Birmingham City.
Le 1er février 2024, il est prêté au Sheffield Wednesday.

### En sélection
Pedersen joue cinq matchs avec espoirs danois. Il participe avec cette équipe aux éliminatoires de l'Euro espoirs 2017.
Il honore sa première sélection le 7 octobre 2020, face aux Îles Féroé. Il entre en jeu ce jour-là à la place de Henrik Dalsgaard et son équipe s'impose largement par quatre buts à zéro.